# Отображение Веронезе
Отображение Веронезе — отображение из {\displaystyle \mathbb {R} ^{n+1}} в пространство симметричных матриц {\displaystyle (n+1){\times }(n+1)} определённое формулой
{\displaystyle V\colon (x_{0},\dots ,x_{n})\to {\begin{pmatrix}x_{0}\cdot x_{0}&x_{0}\cdot x_{1}&\dots &x_{0}\cdot x_{n}\\x_{1}\cdot x_{0}&x_{1}\cdot x_{1}&\dots &x_{1}\cdot x_{n}\\\vdots &\vdots &\ddots &\vdots \\x_{n}\cdot x_{0}&x_{n}\cdot x_{1}&\dots &x_{n}\cdot x_{n}\end{pmatrix}}.}
Заметим, что {\displaystyle V(x)=V(-x)} для любого {\displaystyle x\in \mathbb {R} ^{n+1}}.
В частности, сужение {\displaystyle V} на единичную сферу {\displaystyle \mathbb {S} ^{n}} факторизуется через проективное пространство {\displaystyle \mathbb {R} \mathrm {P} ^{n}}.
Это так называемое вложение Веронезе {\displaystyle \mathbb {R} \mathrm {P} ^{n}}.
Образ вложения Веронезе называется подмногообразием Веронезе, а при {\displaystyle n=2} — поверхностью Веронезе.

## Свойства
- Матрицы в образе вложении Веронезе задают проекции на одномерные подпространства в {\displaystyle \mathbb {R} ^{n+1}}. Их можно описать уравнениями 
{\displaystyle A^{T}=A,\quad \mathrm {tr} \,A=1,\quad A^{2}=A.}

То есть матрицы в образе {\displaystyle \mathbb {R} \mathrm {P} ^{n}} имеют единичный след и единичную норму. В частности верно следующее.
- Образ лежит в афинном пространстве размерности {\displaystyle n+{\tfrac {n\cdot (n+1)}{2}}}.
- Образ лежит в {\displaystyle (n-1+{\tfrac {n\cdot (n+1)}{2}})}-сфере радиуса {\displaystyle r_{n}={\sqrt {1-{\tfrac {1}{n+1}}}}}
  - Более того образ является минимальным подмногообразием в этой сфере.

- Вложение Веронезе индуцирует риманову метрику {\displaystyle 2\cdot g}, где {\displaystyle g} обозначает каноническую метрику на {\displaystyle \mathbb {R} \mathrm {P} ^{n-1}}.

- Вложение Веронезе переводит каждую геодезическую  {\displaystyle \mathbb {R} \mathrm {P} ^{n-1}} в окружность радиуса {\displaystyle {\tfrac {1}{\sqrt {2}}}}.
  - В частности, все нормальные кривизны образа равны {\displaystyle {\sqrt {2}}}.

- Многообразие Веронезе является внешне симметрическим, то есть отражение в любой его нормальном пространстве переводит многообразие в себя.

## Вариации и обобщения
Ананлоги вложений Веронезе строятся для комплексных и кватернионных проективных пространстсв, а также для плоскости Кэли.